# Леополд (Лойхтенберг)
Вижте пояснителната страница за други личности с името Леополд.
Леополд фон Лойхтенберг (на немски: Leopold von Leuchtenberg; † между 21 ноември и 22 ноември 1463) е от 1404 до 1463 г. ландграф на Лойхтенберг, Пфраймд и Щирберг, от 1440 г. имперски княз.

## Биография
Той е син на ландграф Албрехт I († 1404) и съпругата му Елизабет фон Йотинген († 9 юли 1406), роднина на крал Рупрехт. Брат е на Албрехт († 1404, неженен), на Маргарета († сл. 1415), омъжена за Георг фон Ортенбург († 1420), и на Улрих III († 1411).
Заради грабежа на търговци от чираците на Албрехт I на 9 декември 1413 г. Леополд трябва да продаде дворец Щирберг на пфалцграф Йохан фон Пфалц-Ноймаркт.
Леополд взема участие в събора на Констанц. Той дава мъже и коне на Сигизмунд Люксембургски и се бие успешно против хуситите при Вайден. Той е идигнат през 1440 г. имперски княз и курпфалцски щатхалтер в Амберг.
Леополд разширява и окрепява през 1440 г. замък Лойхтенберг и построява замъчната капела във висш готически стил.
Той умира през 1463 г. и е погребан в Пфраймд. Синовете на Леополд също си поделят отново земята.

## Фамилия
Леополд се жени на 27 август 1424 г. във Фюнфкирхен за Лиза фон Алб (* ок. 1400) и има децата:
- Лудвиг I, граф na Халс (1463 – 1486)
- Фридрих V (1436; † 19 май 1487), ландграф на Лойхтенберг (1463 – 1487)